# Shapur Bajtiar
Shapur Bajtiar (también Shapour Bakhtiar) (en grafía persa: شاپور بختیار) Shapur Bajtiar) (26 de junio de 1914 - 6 de agosto de 1991) fue un político y escritor iraní, así como el último primer ministro de Irán bajo el mandato del sha Mohammad Reza Pahleví. En palabras del historiador Abbas Milani: «en más de una ocasión, a modo de jeremiada, advirtió a sus compatriotas sobre el peligro del despotismo clerical, y de que el fascismo ejercido por los mulás sería más siniestro que el de cualquier junta militar». En 1991, Bajtiar y su secretario fueron asesinados en su domicilio de Suresnes, Francia, por agentes de la República islámica.

## Primeros años
Bajtiar nació el 26 de junio de 1914, en el suroeste de Irán, en una familia de la nobleza tribal iraní: la familia de los jefes supremos de la entonces poderosa tribu Bajtiarí. Su padre era Mohammad Reza Jan (Sardar-e Fateh), su madre Naz Baygom, tanto loríes como bajtiaríes. El abuelo materno de Bajtiar, Nataf Qolí Jan Samsam os-Saltané (más conocido como Saad od-Doulé), fue nombrado primer ministro en dos ocasiones, en 1912 y 1918. La madre de Bajtiar murió cuando él tenía siete años de edad. Su padre fue ejecutado por Reza Shah en 1934, mientras Shapur estudiaba en París.

## Años de formación
Asistió a una escuela en Shahr-e Kord y posteriormente cursó estudios de secundaria, primero en Isfahán y luego en Beirut, donde obtuvo su diploma de bachillerato en un colegio francés. Estudió durante dos años en la Universidad de Beirut. Se trasladó junto a su primo Teymur Bakhtiar a París, donde completó su formación superior en la Facultad de Derecho. También fue alumno del Colegio de Ciencias Políticas.
Firme opositor a cualquier forma de totalitarismo, durante la guerra civil española apoyó activamente a la Segunda República en su lucha contra los fascistas comandados por Francisco Franco. En 1940, se enroló voluntario en el Ejército francés para combatir en el Regimiento de Artillería N.º 30 de Orleans. Allí cumplió dieciocho meses de servicio militar. En Saint-Nicolas-du-Pélem, donde residió, luchó junto a la Resistencia francesa contra las fuerzas de ocupación alemanas. Se doctoró en 1945 en Ciencias Políticas, y se graduó en Derecho y Filosofía por la Universidad de París.

## Carrera política

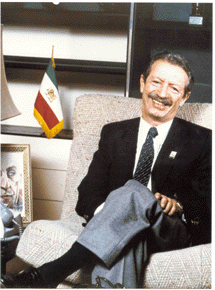
Shapour Bajtiar en 1978.

Bajtiar regresó a Irán en 1946 y se unió al socialdemócrata Partido de Irán tres años más tarde, donde pasó a liderar sus organizaciones juveniles. En 1951 fue nombrado director del departamento de trabajo de la provincia de Isfahán —dependiente del Ministerio de Trabajo—. Más tarde desempeñaría el mismo cargo en Juzestán, centro de la industria petrolera. En 1951 Mohammad Mosaddeq había llegado al poder en Irán, y Bajtiar fue designado viceministro de Trabajo en 1953. Una vez que el sha recuperó el poder gracias al golpe de Estado promovido por Estados Unidos-Reino Unido, Bajtiar se mantuvo crítico con su régimen.

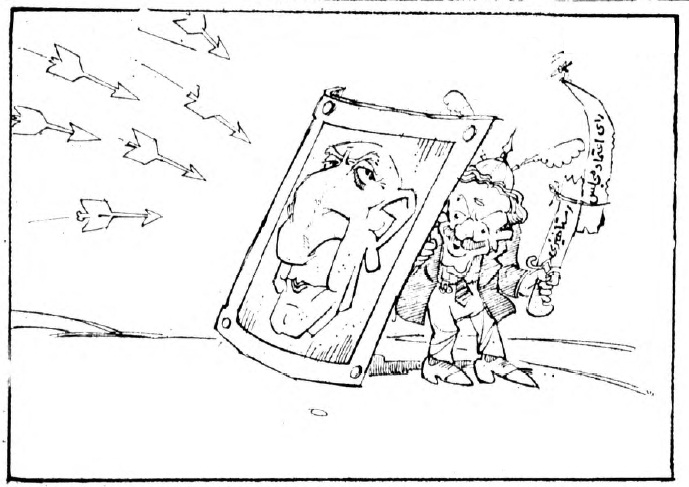
Caricatura de Shapour Bajtiar y Mohammad Mosaddeq en el periódico Ettela'at, 22 de enero de 1978

A mediados de los 50 participó clandestinamente en actividades de oposición al sha. Instó a que las elecciones a la Asamblea Consultiva Nacional fuesen libres y limpias, e intentó revivir el movimiento nacionalista. En 1960 se formó el Frente Nacional y Bajtiar desempeñó un papel decisivo en las acciones de la nueva organización y al frente de su cuerpo estudiantil. El Frente se distinguía de la mayoría de opositores al gobierno por su moderación, dado que limitaba su actividad a protestas pacíficas y reivindicaba únicamente la restauración de derechos democráticos dentro del marco de una monarquía constitucional. El sha rechazó transigir, ilegalizó el Frente y encarceló a los más destacados representantes liberales. De 1964 a 1977, el régimen imperial proscribió toda forma de oposición, incluso por parte de liberales moderados como Bajtiar. Durante los siguientes años, Bajtiar fue encarcelado en repetidas ocasiones por su activismo, hasta pasar seis años en prisión. A finales de 1977, fue uno de los miembros más destacados del comité central del todavía ilegal Frente Nacional; la formación había sido entonces reconstituida como Unión de Fuerzas del Frente Nacional, con Bajtiar al frente del Partido de Irán (el grupo con más peso en el Frente).
A finales de 1978 (con el régimen del sha ya desmoronándose), Bajtiar fue comisionado para colaborar en la organización de un gobierno civil que reemplazase al régimen militar vigente. El sha lo designó primer ministro como una concesión hacia sus oponentes, especialmente los seguidores del ayatolá Ruhollah Jomeiní. Aceptó el nombramiento debido a que temía una revolución por parte de comunistas y mulás para hacerse con el poder —posibilidad que consideraba desastrosa para Irán—, aunque eso le costó la expulsión del Frente Nacional.
Durante sus 36 días como primer ministro del país, Bajtiar decretó la liberación de todos los presos políticos, terminó con la censura a la prensa (cuyos trabajadores se encontraban en huelga), relajó la ley marcial, ordenó la disolución de la SAVAK (policía secreta del régimen) y solicitó a la oposición un plazo de tres meses para convocar elecciones a una asamblea constituyente que decidiría el destino de la monarquía y determinaría la forma de gobierno de Irán en el futuro. A pesar de algunos gestos conciliadores, Jomeiní se negó a colaborar con Bajtiar, lo acusó de traidor por su acercamiento al sha, tachó a su gobierno de «ilegítimo» e «ilegal» y llamó al derrocamiento de la monarquía. Desde algunos sectores se recriminó a Bajtiar la comisión de errores durante su mandato, como el haber permitido regresar a Irán a Jomeiní. Finalmente, ni siquiera logró atraerse a sus antiguos colegas del Frente Nacional.
Su gobierno fue ampliamente rechazado por las masas, con la excepción de un pequeño número de leales al sha y de algunos elementos moderados partidarios de la democracia. La oposición no estaba dispuesta a ceder, y el sha fue obligado a exiliarse en enero de 1979. Bajtiar abandonaba el país, de nuevo rumbo a Francia, en abril de ese año.

## Exilio en Francia y atentados fallidos
Poco después de la Revolución, el ayatolá Sadeq Jaljalí —juez religioso y más tarde presidente del Tribunal Revolucionario— anunció a la prensa que se había sentenciado a muerte a los miembros de la familia Pahlevi y a los antiguos funcionarios del sha, incluido Bajtiar.
En julio de 1979 Bajtiar apareció en París, donde le fue concedido el asilo político. Desde su domicilio en la capital francesa, dirigió el Movimiento de Resistencia Nacional de Irán, el cual combatía a la República islámica desde dentro del país. Entre los días 9 y 10 de julio de 1980, Bajtiar ayudó a organizar un intento golpista conocido como "Plan de golpe de Estado de Nojeh", propiciando así que las autoridades islámicas decretasen una condena a muerte sobre él.
El 18 de julio de 1980 escapó a un intento de asesinato en su casa de Neuilly-sur-Seine (un suburbio de París) perpetrado por tres atacantes, en el que resultaron muertos un policía y un vecino. El comando de sicarios liderado por el libanés Anis Naccache, compuesto por cinco hombres y con vínculos con la recién constituida República islámica, fue capturado. Se les condenó a prisión perpetua, pero el presidente francés François Mitterrand les amnistió en julio de 1990. Fueron deportados a Teherán.

## Muerte

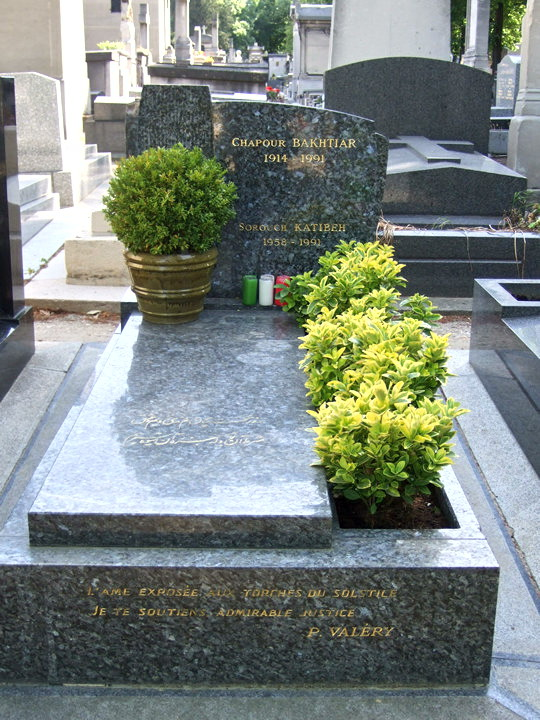
Tumba de Shapur Bajtiar en Francia.

El 6 de agosto de 1991, Bajtiar fue asesinado en su domicilio del suburbio parisino de Suresnes junto a su secretario, Soroush Katibeh, a manos de tres sicarios. Ambos fueron ejecutados con cuchillos de cocina. Sus cuerpos no fueron descubiertos hasta al menos 36 horas después, a pesar de que Bajtiar disponía de una fuerte custodia policial y de que sus asesinos habían dejado sus documentos de identidad a los guardas. Dos de los atacantes huyeron a Irán y un tercero, Ali Vakili Rad, fue detenido en Suiza junto con un presunto cómplice, Zeynalabedin Sarhadi, sobrino nieto del entonces presidente de Irán, Hashemi Rafsanjani. Ambos fueron extraditados a Francia a la espera de juicio. Vakili Rad fue condenado a cadena perpetua en diciembre de 1994, pero Sarhadi fue absuelto. Rad salió en libertad condicional el 19 de mayo de 2010, una vez cumplidos 16 años de condena, tras de lo cual fue recibido como un héroe por las autoridades de la República islámica.

### Repercusiones
La puesta en libertad de Rad había tenido lugar solo dos días después de que Teherán liberase a Clotilde Reiss, una estudiante francesa acusada por el régimen islámico de espionaje. Tanto el gobierno francés como el iraní negaron que los dos asuntos estuvieran relacionados.

## Vida personal
Bajtiar contrajo matrimonio con una mujer francesa, con la que tuvo tres hijos —un niño, Guy, y dos niñas, Viviane y France—. Viviane falleció de un ataque al corazón en Cannes en agosto de 1991, a los 49 años. Guy ingresó en los servicios de inteligencia de la Policía Nacional de Francia.
Poco antes de ser asesinado, Bajtiar se divorció de su esposa y se había casado con una joven iraní. Con su segunda esposa, Shahintaj, tuvo otro hijo llamado Goudarz así como una hijastra de nombre Manijeh Assad. En 2001 la viuda y los dos hijos, refugiados en Estados Unidos por motivos de seguridad y ya con la ciudadanía estadounidense, denunciaron a Irán por terrorismo de Estado.
Bajtiar está enterrado en el Cementerio de Montparnasse de París.

## Obras publicadas
- Habib Lajevardi, editor, Memoirs of Shapour Bakhtiar, in Persian (Harvard University Press, 1996). ISBN 0-932885-14-4